# Квеквескири, Заза
Заза Квеквескири (груз. ზაზა კვეკვესკირი; 18 сентября 1974) — грузинский футболист, полузащитник.

## Биография
Дебютировал во взрослом футболе в неполные 16 лет в первом сезоне чемпионата Грузии в составе «Мзиури» (Гали). Затем несколько лет не выступал или играл в низших лигах, в том числе за клубы «Месхети» (Ахалцихе) и «Шукура» (Кобулети). В сезоне 1997/98 вернулся в высший дивизион, выступая за «Одиши» (Зугдиди) и «Гурию» (Ланчхути), в последней провёл полтора сезона. С «Гурией» в сезоне 1998/99 и с «Колхети» (Хоби) в сезоне 1999/00 занимал последние места в чемпионате. Затем играл за клубы «Мерани-91» (Тбилиси) и «Сиони» (Болниси), занимавшие места в верхней половине таблицы.
В 2003 году вместе с группой грузинских футболистов перешёл в состав дебютанта высшей лиги Белоруссии «Локомотив» (Минск), провёл 5 матчей в чемпионате, а команда вылетела из высшей лиги. Стал финалистом Кубка Белоруссии 2002/03, в финальном матче остался в запасе.
Вернувшись на родину, провёл ещё один сезон за «Сиони» и стал серебряным призёром чемпионата Грузии 2003/04. После этого выступал только в низших лигах.
Всего в высшем дивизионе Грузии сыграл не менее 128 матчей, забил 3 гола.

## Достижения
- Финалист Кубка Белоруссии: 2002/03
- Серебряный призёр чемпионата Грузии: 2003/04